# Die Nordelbische
Die Nordelbische (NEZ) war eine Wochenzeitung für die Nordelbische Evangelisch-Lutherische Kirche. Das Verbreitungsgebiet erstreckte sich über Hamburg, Schleswig-Holstein sowie die deutschsprachigen Kirchengemeinden in Dänemark. Nachfolger ist die Evangelische Zeitung.

## Geschichte
Die Zeitung wurde 1925 als ein Gemeindeblatt von einem Pfarrbezirk in Neumünster unter dem Namen Am Sehrohr der Zeit, Evangelische Wochenrundschau für Familie und Gemeinde herausgegeben. Schon bis 1928 stieg die Auflage  auf 30.000 in ganz Schleswig-Holstein. Nach dem Verbot der kirchlichen Presse 1942 erschien das Sehrohr ab Juli 1946 wieder.
Ab 1950 wurde das bis dahin privat erschienene Blatt von der Landeskirche herausgegeben und unter dem Titel Die Kirche der Heimat. Gemeindeblatt in Schleswig-Holstein zum größten  Gemeindeblatt für Schleswig-Holstein mit einer Auflage von 100.000 Exemplaren. Bis Oktober 2003 hieß sie Nordelbische Kirchenzeitung. Herausgegeben wurde Die Nordelbische vom Evangelischen Presseverband Nord e. V. in Kiel von dessen Direktor Pastor Rainer Thun. Chefredakteur war seit 2006 Carsten Splitt. Seit dem 1. Februar 2010 erschien Die Nordelbische in Kooperation mit der Evangelischen Zeitung für  die Kirchen in Niedersachsen unter dem Titel Evangelische Zeitung. Ab Juli 2017 werden die Kirchenzeitungen auf dem Gebiet der Nordkirche und in Hannover in gemeinsamer redaktioneller Verantwortung in Hamburger gemeinsam produziert.

## Auflage
Im dritten Quartal des Jahres 2017 hatte die Wochenzeitung eine Gesamtauflage von 4.832 Exemplaren, bei einer verkauften Auflage von 4.122 Exemplaren, davon 3.857 an Abonnenten.